# Nemoria outina
Nemoria outina är en fjärilsart som beskrevs av Ferguson 1969. Nemoria outina ingår i släktet Nemoria och familjen mätare. Inga underarter finns listade i Catalogue of Life.